# Heikki Siren
Heikki Siren, né le 5 octobre 1918 à Helsinki et mort le 25 février 2013 dans la même ville, est un architecte finlandais.

## Biographie
Heikki Siren obtient son baccalauréat en 1939. En 1946, il reçoit son diplôme d'architecte de l'École supérieure technique d'Helsinki où il est l'un des étudiants de son père Johan Sigfrid Sirén. Heikki Siren travaille d'abord au cabinet d'architectes de son père. 
En 1944, il épouse Katri Tuominen (Kaija Siren) avec qui il travaillera durant toute sa carrière. En 1948, il effectue un voyage d'études en Allemagne, en Angleterre, en Suisse, en France et en Italie. 
En 1949, il fonde avec son épouse Kaija Siren leur propre cabinet d'architectes,,.
Kaija et Heikki Siren ont conçu de nombreux bâtiments en particulier à Otaniemi et à Tapiola. On leur doit aussi les salles de concert de Lahti et de Linz, une zone résidentielle à Boussy-Saint-Antoine en banlieue parisienne, un centre de golf au Japon. Leur maison d'habitation et de travail, la villa Siren, sera construite peu à peu entre 1951 et 1960.
En 1984, Kaija et Heikki Siren reçoivent le prix de la Fondation culturelle finlandaise. 
Kaija et Heikki Siren ont quatre enfants. Leur fils Jukka Siren est aussi architecte,.

## Ouvrages
Les  ouvrages les plus connus de Kaija et Heikki Siren sont :
- 1957 : Chapelle d'Otaniemi, Espoo
- 1961 : École de Sauvosaari, Kemi
- 1965 : Bâtiment de bureaux du Kallio, Helsinki
- 1967 : Mairie de Kankaanpää, Kankaanpää
- 1967 : École mixte de Lauttasaari, Helsinki
- 1968 : Ympyrätalo, Helsinki
- 1971 : Centre paroissial, Kankaanpää
- 1972 : École mixte finnoise d'Helsinki, Helsinki
- 1974 : Brucknerhaus (fi), Linz, Autriche
- 1975 : Gymnase, Kankaanpää
- 1982 : Graniittitalo,Kamppi, Helsinki
- 1983 : Palais des congrès de Bagdad, Irak

## Galerie

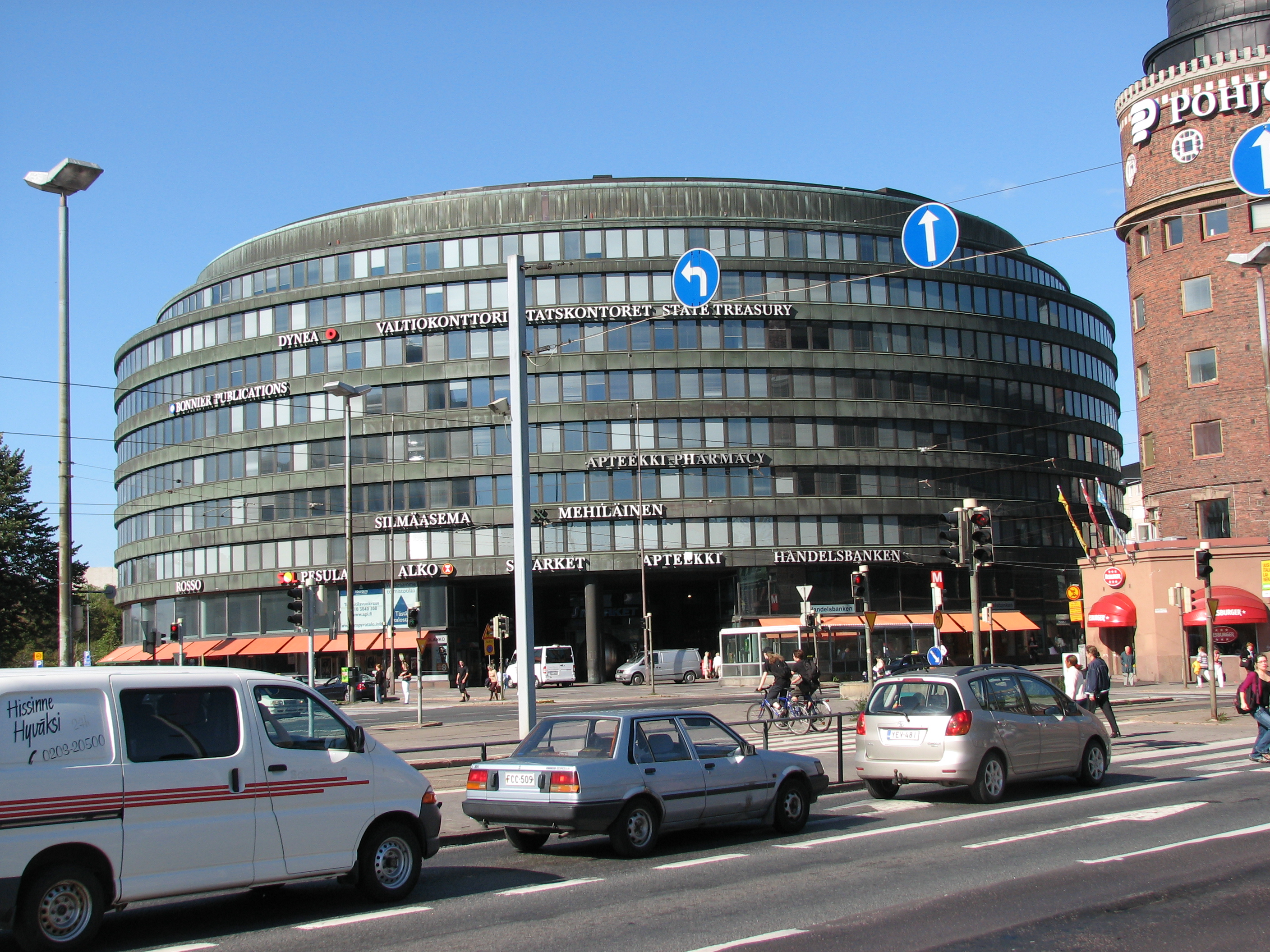
Ympyrätalo.
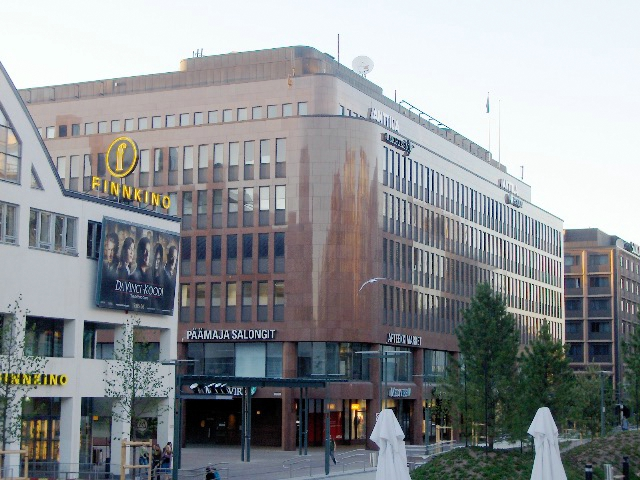
Graniittitalo.
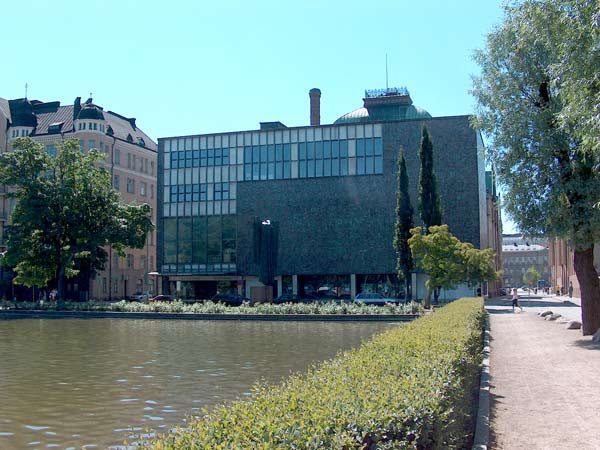
La petite scène du Théâtre national de Finlande.
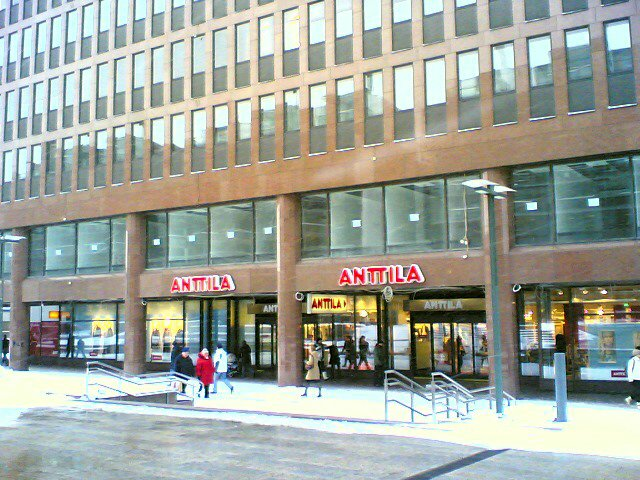
Le magasin Anttila dans le Graniittitalo.
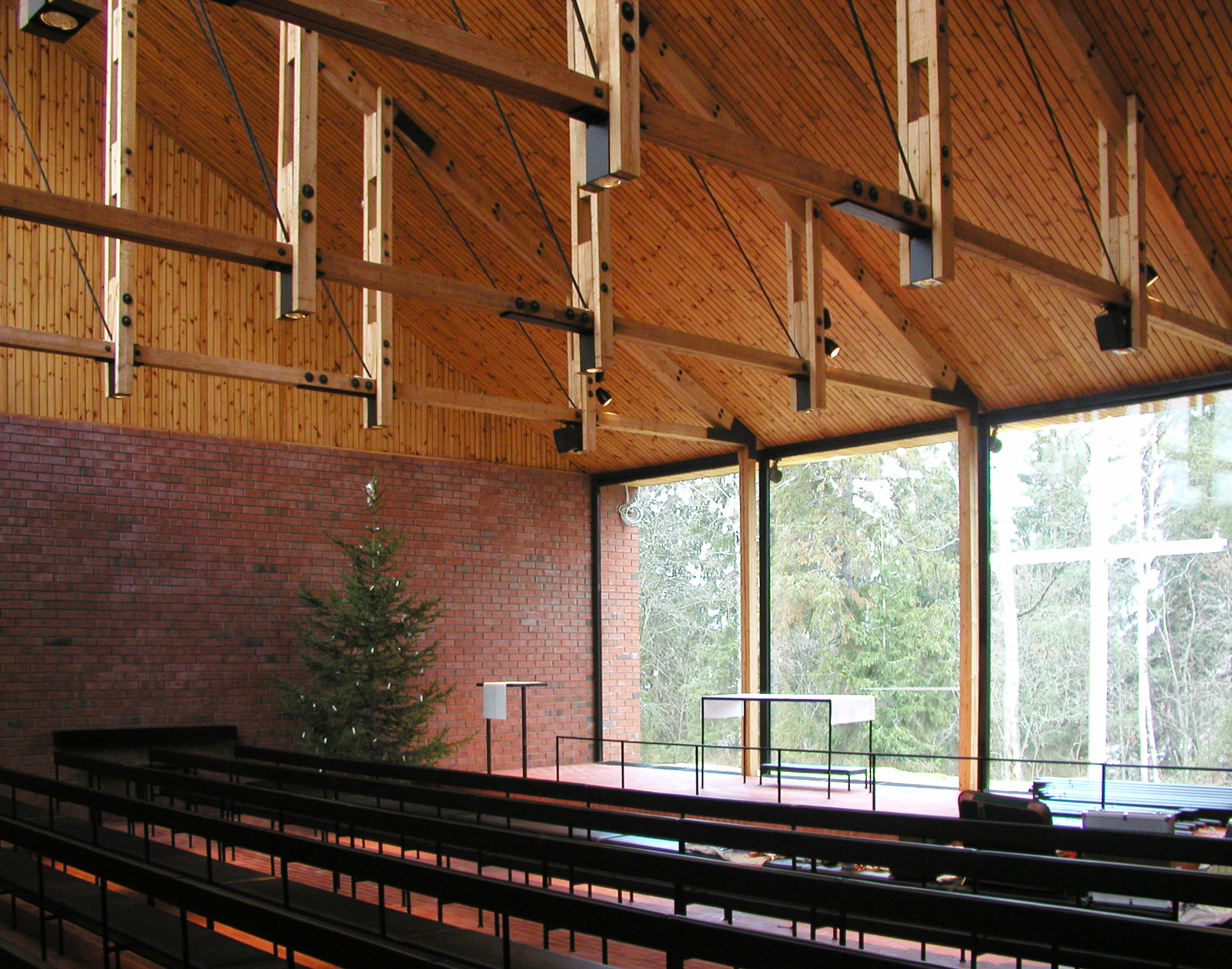
La chapelle d'Otaniemi.
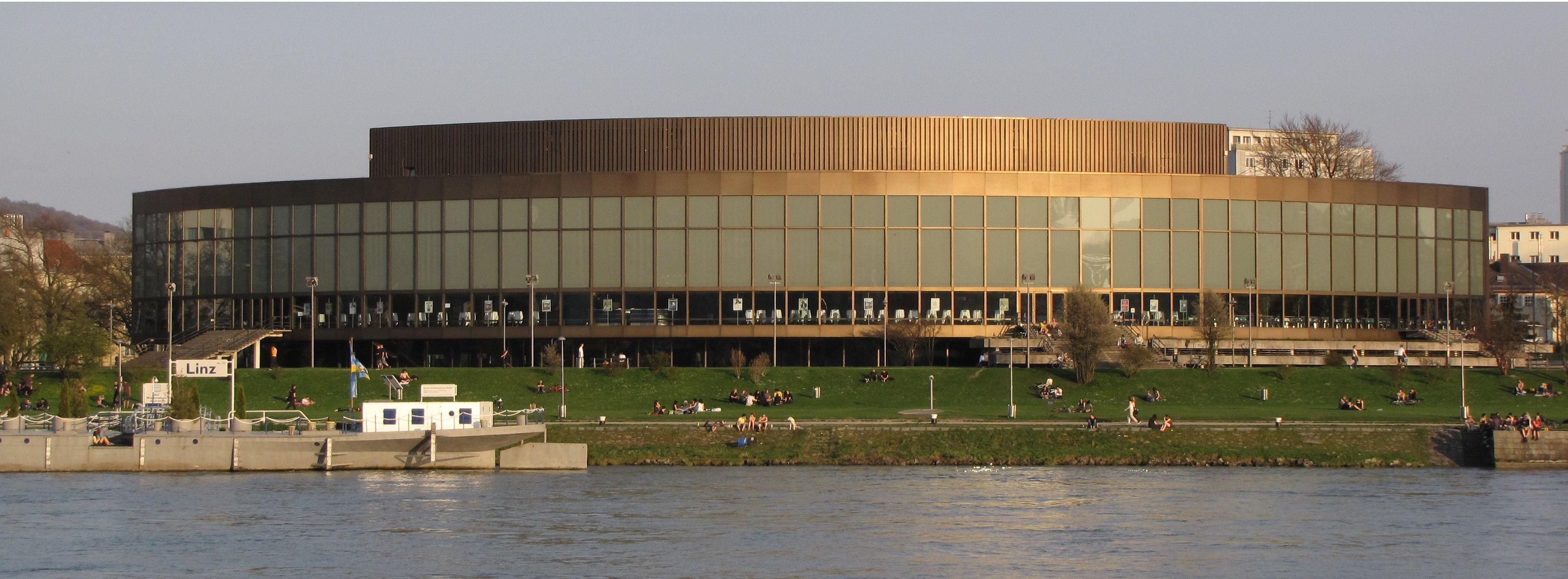
Brucknerhaus, Linz, Autriche,
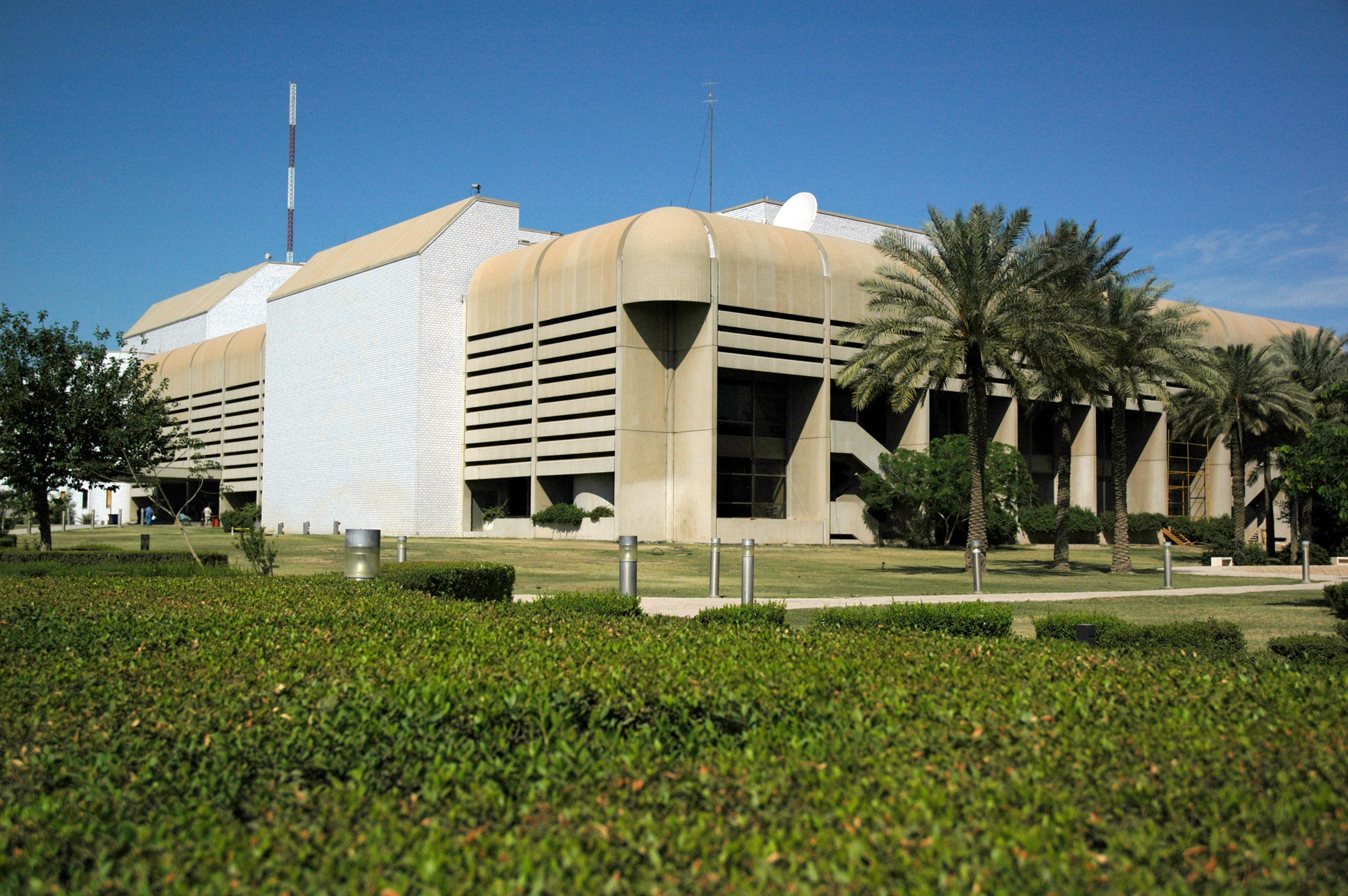
Le centre de congrès, Bagdad
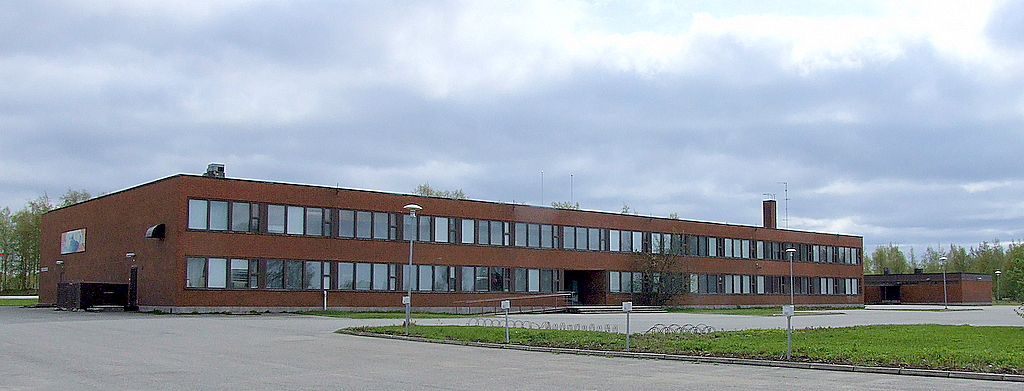
École de Sauvosaari, ancienne école mixte de Kemi